# Recale
Recale è un comune italiano di 7 685 abitanti della provincia di Caserta in Campania. Forma con il confinante comune di Capodrise un unico agglomerato urbano.

## Geografia
Recale è situato a 4 km a sud-ovest di Caserta.

## Storia
Incerte sono le origini di Recale e la derivazione del suo toponimo, che ha dato luogo, nel tempo, a diverse teorie ed ipotesi, che non sono state ancora sufficientemente documentate. Ricari compare la prima volta in un documento capuano dell'Archivio del monastero di San Giovanni di Capua dell'aprile del 1132, si trattava di una donazione di tre pezze di terra al monastero. Nel 1259 ritroviamo Ricari in un altro documento capuano relativo alla vendita di due pezzi di terra nella località detta Villa Urbana. Nel 1265 la villa Ricari è citata in una pergamena che conferma il possesso di una terra sita nei pressi della villa Caturani. Nel 1326 la chiesa di San Simeone e S. Maria di Recale nell'«archipresbiteratu Terre Lanei», pagò 2 tarì di decima. L'anno seguente il presbitero Petro de Villa Turris pagò 3 tarì e 5 grana di decima per la Cappellania di S. Maria e San Simeone.
Nel 1371 molti territori di Recale erano parte integrante del feudo di Aldifreda, posseduto dal feudatario Lisulo de Aversana (o dell’Aversana).
Nel 1412 il feudo di Aldifreda, al quale erano annessi alcuni territori di Recale, era intestato a Carluccio Filomarino di Napoli.
Recale compare in un documento capuano del 1429, relativo ad un territorio appartenuto alla nobile famiglia capuana de Aquino: «terra domini Antonii (filii) Iohannis de Aquino de Capua, militis in villa Ricale.»
Nel 1438 il feudo di Alifreda era passato ad Antonella di Aversana, probabilmente figlia di Lisulo e moglie di Carluccio Filomarino.
Nel XVI secolo Recale continuava ad essere una «villa» della città di Capua, infatti, la ritroviamo nel Catasto dei cittadini capuani del 1523. Essa contava 46 «fuochi» con 332 abitanti. Le famiglie capuane presenti in Recale erano: Massarus, Nigro, Ja de Ciccho, de Mayenza; mentre i restanti cittadini di Recale erano rappresentati dalle seguenti famiglie: Russo, Argentiano, Cutillo (o Cotillo), de Letizia, de Cuczolo, de Colza, Barbato, Morronese e Pellegrino.
Nel 1557 Prospero Suardo acquistò per 550 ducati il feudo di Acerra e Capodrise dal marchese di Laino. Subito la città di Capua cercò di convincere il predetto marchese a vendere il feudo in questione alla città al medesimo prezzo. Ne nacque una lite che durò molti anni, ma alla fine il feudo rimase alla famiglia Suardo, che stabilì in seguito la sua residenza in Recale.
Nella numerazione dei fuochi del 1596 il feudo di Acerra risultava posseduto da Giovan Battista Suardo e comprendeva: <<Capoderisi, Perroni, Loriano, Recali, Ayrolae, S. Marcellini, Castri Lariani, e Trentulae>>.
In un documento notarile del 1676 ritroviamo la presenza in Recale di Prospero Suardo <<in Torre Ricalis ut residet>>.
Simboli
Lo stemma è costituito da uno scudo con un castello

## Monumenti e luoghi d'interesse
- Chiesa del SS. Salvatore
- Chiesa di Santa Maria Assunta
- Palazzo D'Aiello (via Salvatore n.54-56)
- Palazzo Porfidia (via Salvatore n.47)
- Palazzo Ricciardi (via Guglielmo Marconi n.36)
- Palazzo Vestini (via Salvatore n.49)
- Villa Guevara di Bovino

## Società

### Evoluzione demografica
Abitanti censiti

## Infrastrutture e trasporti

### Ferrovie
Recale è servita da una stazione ferroviaria posta lungo la linea Napoli-Foggia.

## Amministrazione
| Periodo | Periodo   | Primo cittadino   | Partito                    | Carica      | Note |
| ------- | --------- | ----------------- | -------------------------- | ----------- | ---- |
| 1988    | 1989      | Americo Porfidia  | Democrazia Cristiana       | Sindaco     |      |
| 1989    | 1992      | Domenico Porfidia | Democrazia Cristiana       | Sindaco     |      |
| 1992    | 1994      | Domenico Barriola |                            | commissario |      |
| 1994    | 1997      | Franco Manzo      | Movimento Sociale Italiano | Sindaco     |      |
| 1997    | 2002      | Ovidio Gadola     | L'Ulivo                    | Sindaco     |      |
| 2002    | 2007      | Americo Porfidia  | Unione di Centro           | Sindaco     |      |
| 2007    | 2012      | Americo Porfidia  | Unione di Centro           | Sindaco     |      |
| 2012    | 2017      | Patrizia Vestini  | Lista civica (UdC)         | Sindaco     |      |
| 2017    | in carica | Raffaele Porfidia | Lista civica               | Sindaco     |      |

### Gemellaggi
- Bovino, dal 2010[senza fonte]